# Теорема Пестова — Іонина

Теорема Пестова — Іонина — класична теорема диференціальної геометрії плоских кривих, узагальнення теореми про чотири вершини.
Теорема сформульована Абрамом Іллічем Фетом, доведена Германом Гавриловичем Пестовим, його доведення істотно спрощено Володимиром Кузьмічом Іониним. Для опуклих кривих результат був відомий набагато раніше.

## Формулювання
Будь-яка область площини, обмежена гладкою замкнутою кривою з кривиною не більше 1, містить коло радіуса 1.

Чотири дотичні кола лежать по одну сторону від даної замкнутої кривої.

## Варіації і узагальнення
З доведення Пестова і Іонина слідує сильніше твердження: для будь-якої простої гладкої замкнутої регулярної кривої на площині існують дві точки додичне коло до яких міститься в замкнутій області всередині кривої; також існують дві точки додичне коло до яких міститься у зовнішній замкнутій області кривої.
Точки в яких дотичне коло лежить по одну сторону від кривої є вершинами кривої, а значить наведене твердження є посиленням теореми про чотири вершини.
Аналогічний результат в просторі не вірний, а саме існують вкладення сфери з головними кривинами, що не перевершують 1 за абсолютною величиною, такі, що обмежена нею область не містить кулі радіуса 1.